# سامية أسعد
سامية أسعد هي ممثلة مصرية تخرجت من كلية الألسن ثُم التحقت بالجامعة الأمريكية في القاهرة لدراسة المسرح، وشاركت بعد تخرجها في عدد من العروض المسرحية والمسلسلات التليفزيونية.

## مسيرتها الفنية
اهتمت سامية أسعد بالفن فدرست المسرح بالجامعة الأمريكيّة في القاهرة بعدما تخرجت من كلية الألسن بجامعة عين شمس، وقامت بعد ذلك بالتمثيل في عدد من العروض المسرحية باللغتين العربية والإنجليزيّة على مسرح روابط، وفي أحد هذه العروض كانت تقدم مسرحية «اللص» من تأليف توفيق الحكيم ومن إخراج محمود اللوزي، وشاهدها المخرج داود عبد السيد واختارها لأداء شخصية «كارلا» في فيلمه «رسائل البحر» الذي عُرض في عام 2010، ومن هنا كانت بداية مسيرتها الفنية في السينما والتليفزيون وتوالت أعمالها ومُشاركاتها في الأعمال السينمائيّة والمسلسلات التليفزيونية، والتي كان من أبرزها دورها في مسلسل «أنصاف مجانين» الذي عُرض في عام 2021 على منصة شاهد الرقمية التابعة لشبكة قنوات إم بي سي، ودورها في مسلسل «فوق مستوى الشبهات» في عام 2016.

## أعمالها
| سنة العرض | اسم العمل                   | نوع العمل | الدور    |
| --------- | --------------------------- | --------- | -------- |
| 2021      | أنصاف مجانين (الجزء الثاني) | مسلسل     | فرح      |
| 2021      | أنصاف مجانين (الجزء الأول)  | مسلسل     | فرح      |
| 2019      | زي الشمس                    | مسلسل     | شهيرة    |
| 2017      | شوكة وسكينة                 | فيلم قصير |          |
| 2016      | فوق مستوى الشبهات           | مسلسل     | مها حليم |
| 2015      | طريقي                       | مسلسل     | مديحة    |
| 2014      | السيدة الأولى               | مسلسل     |          |
| 2014      | سيرة حب                     | مسلسل     | إيناس    |
| 2014      | لامؤاخذة                    | فيلم      | مس نيللي |
| 2013      | آسيا                        | مسلسل     |          |
| 2011      | أسماء                       | فيلم      | أيتن     |
| 2011      | الشوارع الخلفية             | مسلسل     | شويكار   |
| 2010      | الطريق الدائري              | فيلم      | ياسمين   |
|           | بهدوء                       | فيلم قصير |          |
| 2010      | رسائل البحر                 | فيلم      | كارلا    |

## روابط خارجية
- صفحة الممثلة على موقع قاعدة بيانات الأفلام العربية